# NGC 4733
NGC 4733 ist eine 11,7 mag helle Elliptische Galaxie vom Hubble-Typ E0 im Sternbild Jungfrau auf der Ekliptik. Sie ist schätzungsweise 39 Millionen Lichtjahre von der Milchstraße entfernt und hat einen Durchmesser von etwa 30.000 Lichtjahren. Unter der Katalogbezeichnung VCC 2087 gilt sie als Mitglied des Virgo-Galaxienhaufens.
Im selben Himmelsareal befinden sich u. a. die Galaxien NGC 4694, NGC 4754, NGC 4762.
Das Objekt wurde am 15. März 1784 von Wilhelm Herschel mit einem 18,7–Zoll–Spiegelteleskop entdeckt, der sie dabei mit „F not vS“ beschrieb.